# Jerónimo Fragoso de Albuquerque
Jerónimo Fragoso de Albuquerque (Olinda, c. 1557 — 1618) foi um administrador colonial, neto de Jerônimo de Albuquerque e da índia tupi batizada Maria do Espirito Santo Arcoverde. Seu avô chegou ao Brasil em 1535 ao lado da irmã, que era esposa de Duarte Coelho, primeiro capitão-donatário da Capitania de Pernambuco. 
Jerónimo casou-se com Felipa de Melo, com quem teve como filhos Antônio de Albuquerque e Matias de Albuquerque. Foi muito importante para a expulsão de franceses do território e em expedições entre o Rio Mearim e a foz do Rio Amazonas, foi governador do Grão-Pará de abril a setembro de 1619 